# Direct Action Against Drugs

Direct Action Against Drugs (DAAD, français : Action directe contre la drogue) est un groupe armé dit vigilant d'Irlande du Nord ayant revendiqué l'assassinat de plusieurs suspects de trafic de drogue. Il est considéré comme un prête-nom pour l'IRA Provisoire.
Un autre groupe pratiquera le même genre d'action en 2009 : le Republican Action Against Drugs.

## Liste des attentats
- Décembre 1995
  - Martin McCrory - petit dealer tué chez lui à Turf Lodge dans Belfast[3].
  - Chris Johnston - tué chez lui  sur la Ormeau Road dans Belfast[3].
  - Francis Collins - un membre de l'IRA provisoire tué dans une boutique à New Lodge dans le nord de Belfast[3].

- Janvier 1996 : Ian Lyons - meurt le lendemain de son agression par balle alors qu'il était en voiture à Lurgan[4].

- Septembre 1996 : Séan (John) Devlin - tué sur la Friendly Street dans le sud de Belfast[4].

- Février 1998 : Brendan Campbell - un dealer tué devant un restaurant dans le sud de Belfast[5].

- Juin 1999 : Paul Downey - un suspect de trafic de drogue tué à Newry dans comté de Down, attribué au DAAD[6].